# برج میریان
برج میریان (به لاتین: Tower of Mirian) یک منطقهٔ مسکونی در گرجستان است که در صومعه سامتاورو واقع شده‌است.